# Klippepyton
Klippepytonen (Python sebae) stammer fra Afrika, og anses for at være en af de største slangearter i verden. Klippepytonen er en udbredt art, som er fast etableret i Florida, da slangerne er blevet holdt som kæledyr siden firserne. Efter et par år i fangeskab bliver slangerne for store som kæledyr, derfor bliver de skyllet ud i kloakken når de opnår for stor en størrelse. Klimaet i Florida er nogenlunde lig med det Østafrikanske klima, så slangen har nemt kunne overleve i sumpområderne uden for storbyen. Det har skabt store problemer, ikke mindst for andre dyrearter, men også for menneskenes sikkerhed. Heldigvis ramte en historisk sjælden snestorm Florida, hvor en stor mænge slanger blev udryddet.
 Der er for få eller ingen kildehenvisninger i denne artikel, hvilket er et problem. Du kan hjælpe ved at angive troværdige kilder til de påstande, som fremføres i artiklen.